# ITunes Store
ITunes Store (původně jako iTunes Music Store) je softwarový internetový obchod s digitálními médii, který provozuje Apple. Vznikl 28. dubna 2003 a v dubnu 2008 se stal největším hudebním obchodem v USA. V únoru 2010 se stal největším hudebním obchodem na světě. V jeho nabídce je 26 milionů skladeb, videí, elektronických knih a mobilních aplikací, které jsou na prodej online. iTunes Store prodal do 6. února 2013 celkem 25 miliard skladeb po celém světě.

## Katalogový obsah

### Hudba
Obchod začal fungovat poté, co Apple podepsal smlouvy s hlavními hudebními vydavatelstvími EMI, Universal Music Group, Warner Music Group, Sony Music Entertainment a BMG. Později byly do obchodu přidány skladby od více než 2 000 nezávislých hudebních vydavatelství.
Do roku 2012 nabízel obchod iTunes Store více než 26 milionů skladeb. Avšak ne všichni interpreti nabízejí své skladby přes iTunes Store, například i skupina Tool.
ITunes Store má také více než 150 000 dostupných podcastů za poplatek.